# Lepidodactylus buleli
Espèce
Statut de conservation UICN

 DD  : Données insuffisantes
Lepidodactylus buleli est une espèce de geckos de la famille des Gekkonidae.

## Répartition
Cette espèce est endémique d'Espiritu Santo au Vanuatu.

## Habitat
Cette espèce arboricole vit dans ou à proximité de plantes myrmécophiles perchées dans les arbres de la forêt primaire sèche de la côte occidentale de l'île Espiritu Santo.

## Description
Ce petit gecko couvert d'écailles possède un motif original à la base de la queue et des lèvres jaune citron. Le dos semble légèrement rosé et le ventre verdâtre. Les yeux semblent avoir une dominance de pigmentation rouge.
À l'âge adulte, vers un an, le Lepidodactylus buleli atteint 80 mm, dont 40 mm pour la queue, et pèse environ 1,5 g.
Chaque œuf mesure 7,5 mm de large pour 10 mm de haut.

## Découverte
Lepidodactylus buleli a été décrite par Ivan Ineich, spécialiste des reptiles au Muséum national d'histoire naturelle de Paris en octobre 2008. C'est une histoire singulière qui a conduit à décrire cette nouvelle espèce au cours de l'année 2008. En effet, l'animal étudié provient d'un œuf collecté au cours de l'année 2006 par les membres de l'expédition scientifique Santo. Après un voyage de plus de 20 000 km, l'œuf, choyé par les biologistes, a éclos à Paris, et ce n'est qu'une fois parvenu à l'âge adulte que ce gecko s'est vu décerner le statut d'espèce nouvelle.

## Publication originale
- Ineich, 2008 : A new arboreal Lepidodactylus (Reptilia: Gekkonidae) from Espiritu Santo Island, Vanuatu: from egg to holotype. Zootaxa, n. 1918, p. 26–38.